# Nieuwe watertoren (Zaltbommel)
De nieuwe watertoren in Zaltbommel staat aan de Steenweg en is ontworpen door Brouwer en Deurvorst en is gebouwd in 1964.
De watertoren heeft een grote wateropslagcapaciteit bestaande uit drie waterreservoirs van 1255, 875 en 415 m³. De hoogte is 38 meter.